# Носу
Носу (также северный и, сычуаньский и; самоназвание — ꆇꉙ Nuosu) — один из языков народности и, распространённый в Китае: на юге провинции Сычуань и в соседних районах Юньнани.

## О названии
Слово «носу» является самоназванием северных и (yi) — современное китайское название нескольких близких групп народностей, говорящих на шести разных языках. Носу является крупнейшим из них; его часто называют северный и или сычуаньский и.

## Вопросы классификации
Язык носу относится к северным лолойским языкам, на которых говорят другие части народа и (насу и нису) и часть народности ну (язык нусу). Остальные три группы и говорят на центрально-лолойских языках. Юго-восточные и говорят на четырёх близких языках (сани, аси, аже, ажа), которые входят в центральную подгруппу языков лоло. К той же подгруппе относятся языки западных и (лалуо, близок языку лаху) и центральных и (липо/лолопо, близок к языку лису).

## Письменность

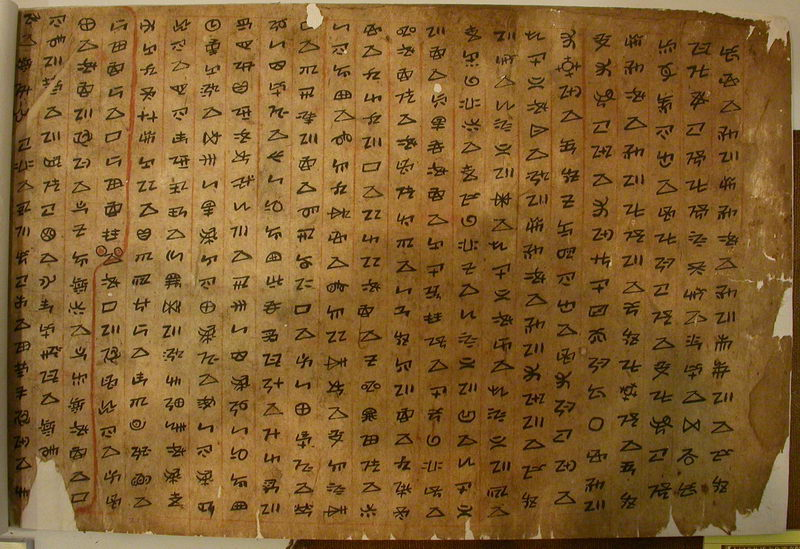
Классическое письмо и

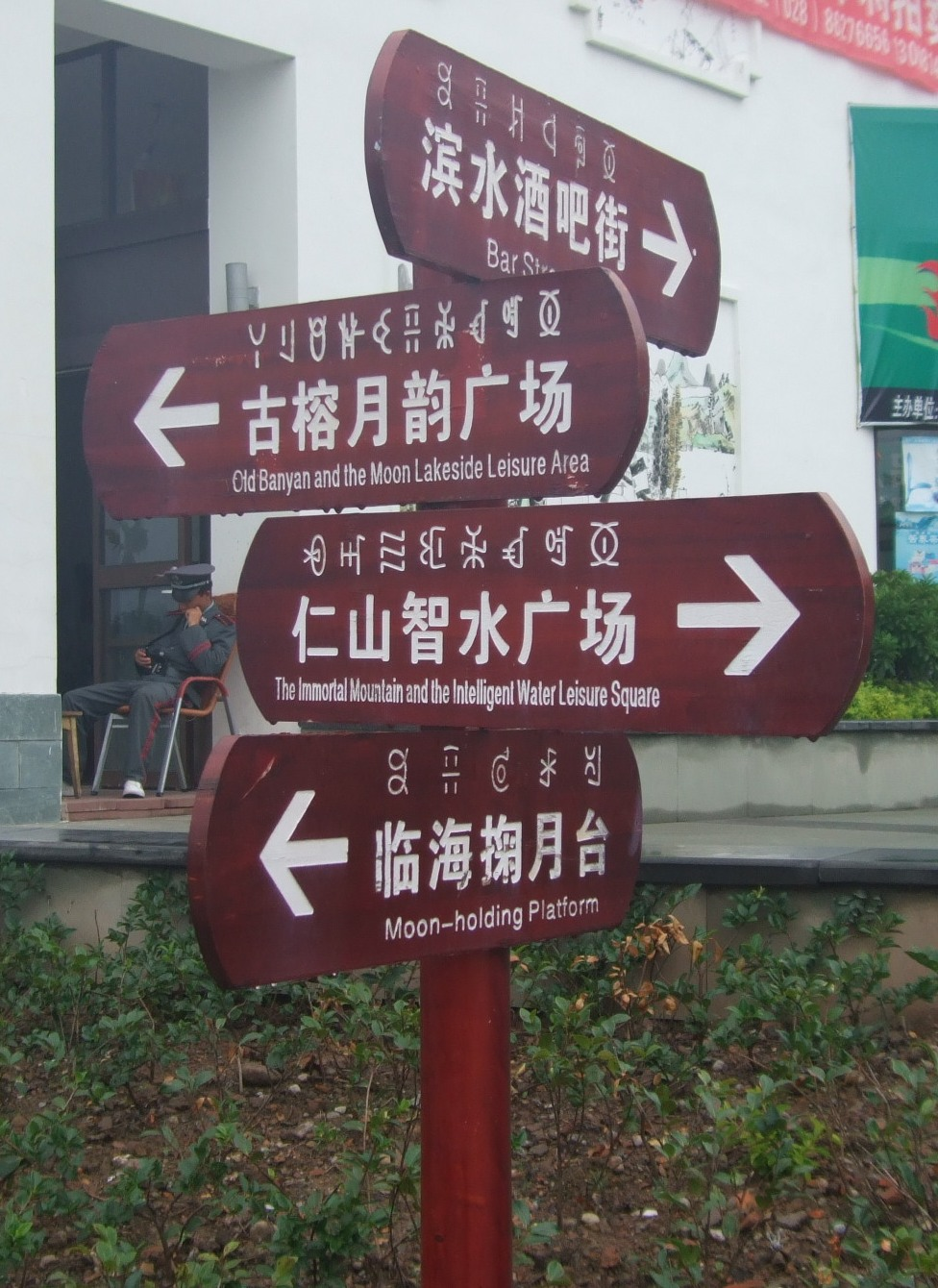
Трёхъязычные указатели в Сичане (Сычуань, Китай); сверху вниз: на носу (современным письмом и), китайском и английском

Раньше для записи языка использовалось т. н. классическое письмо и — словесно-слоговая письменность, функционально близкая китайской. В ней насчитывалось до 8-10 тыс. знаков.
Современное письмо и (Modern Yi script, ꆈꌠꁱꂷ nuosu bburma [nɔ̄sū bʙ̝̄mā]) использует стандартный набор слоговых знаков, составленный китайским правительством в 1974 на основе классического письма. В 1980 году это письмо было объявлено официальным для языка носу. 756 основных знаков передают слоги ляншаньского диалекта, выбранного в качестве основы для стандарта. Ещё 63 знака существуют для слогов, заимствованных из китайского языка.
В 1951 году китайское правительство ввело также алфавит на основе латиницы. В 1956 и 1958 годах он реформировался, а в 1960 году был выведен из употребления.